# Il mondo di mezzo
Il mondo di mezzo è un film del 2016 scritto e diretto da Massimo Scaglione. I principali membri del cast artistico sono: Matteo Branciamore, Laura Forgia, Tony Sperandeo, Nathalie Caldonazzo e Massimo Bonetti nei ruoli rispettivamente di Tommaso, Gaia, Gaetano e Stella Mariotti, e il Capo di Gabinetto.
Nel cast tecnico troviamo alla regia Massimo Scaglione che cura anche soggetto, sceneggiatura, scenografia e ambientazioni. Il film è prodotto da Massimo Scaglione, Stella Milidoni, Joe Scaglione e Carolina Gaudio; mentre la produzione esecutiva è di Stella Milidoni per Red Moon Films srl. La fotografia è affidata a Nino Celeste; i costumi a Paola Marchesin e Alice Barborini; le musiche a Rosaria Gaudio ed Enrico Lucchetta; e il montaggio a Fabio Nunziata e Giulio Ancora.
Il film, distribuito da Red Moon Films, vede nel 2016 l'anno di produzione e nel 2017 l'anno di uscita nelle sale. Il mondo di mezzo è in lingua italiana; è stato girato tra la Calabria (in particolare a Cosenza) e Roma.

## Trama
Il mondo di mezzo è ambientato a cavallo tra gli anni '70 e giorni d’oggi, narra l’epopea del mattone a Roma e i disastrosi risultati della cementificazione lungo la cintura periferica, procurati dalla connivenza tra politica e palazzinari alleati in nome della corruzione e del danaro. Il film ripercorre meticolosamente i passaggi tra corrotti e corruttori e sfocia fino all’inchiesta di Mafia Capitale. L’imprenditore, Gaetano Mariotti (Caltagirone, Scarpellini) è il re delle costruzioni che emigra dalla Sicilia a Roma. Nonostante egli viva tra il rispetto, la ricchezza e l’autoritarismo, continua nel suo metodo, corrompendo politici, uomini del Vaticano e della pubblica amministrazione. Ha un desiderio che sembra un “sentimento” che suo figlio Tommaso ripercorra le sue orme.
Il giovane rampollo è contrariato, vuole intraprendere un'altra strada, ma la prematura morte del padre porta l’erede a guidare l’impero di cemento fatto da migliaia di letti da occupare ricevendone anche "metodi e virtù". Ma, l’inesperienza di Tommaso, che nel frattempo si è legato a Gaia una giovane starletta ("ereditata" anche lei dal padre) e le losche e influenti amicizie con Lucio Oldani (Luca Odevain) potente capo di Gabinetto del Sindaco accendono un rapido declino del suo impero. Gaia è una ragazza frivola che poi cambierà vita; diventerà anche madre di un bambino.
Gli uomini della Polizia li stanno intercettando da molto tempo, fino al giorno in cui vengono arrestati insieme ad altri complici, aprendo un capitolo nero per la capitale italiana.
La storia per lunghi tratti è ispirata da eventi e fatti successi realmente negli ultimi anni, allo stile della fiction vi sono incastonati filmati inediti e reali della vita Amministrativa di Roma. Ambientato in una Roma caratterizzata da una insuperabile perfezione monumentale, dove aleggiano atmosfere livide fantasmatiche e inafferrabili, turbata dagli scandali degli ultimi anni.
Il film, concentra il racconta nel rapporto tra corrotti e corruttori seguendo la storia tra il giovane rampante Tommaso Mariotti, e suo padre Gaetano, al tramonto, distante e ricco, autoritario, che non crede nelle ideologie ma negli uomini come mezzo per il denaro e il potere. Una ragazza, Gaia, dapprima frivola ma che poi cambierà vita; diventerà anche madre di un bambino. Una madre abbandonata alla sua ricchezza, ossessiva e ossessionata. Tutto, miscelato del nostro tempo, dove a risaltare sono gli ambienti familiari senza funzione e ne comunicazione, caotici e svuotati come una sorta di buco nero dell’incertezza e dell’effimero, che li tiene apparentemente sopra tutti. L’opera si avvale di una ricostruzione affascinante, pervasa dagli umori di fine secolo, che utilizza criticamente anche la cronaca, narrando un ritratto insolito e ardito della storiografia a cavallo tra il 1900 e il 2016.

## Produzione e location
Il film è stato prodotto dalla Red Moon Films con il contributo del Ministero dei beni e delle attività culturali e del turismo (MiBACT). Inizialmente i titoli tenuti in considerazione per la pellicola sono stati due: Il mondo di mezzo e Il mio amore è un killer.
Il film è stato girato nel 2015 fra la Calabria (Cosenza, Cirella di Diamante e Cetraro) e Roma. La scena tra Matteo Branciamore e Laura Forgia girata di fronte all'isola di Diamante è stata una delle ultime girate. Nel film sono presenti anche delle scene di repertorio girate in Campidoglio a Roma, grazie al lavoro di Massimo Scaglione quando era consulente per l'immagine dell'ex sindaco Walter Veltroni.
Edifici importanti di Cosenza in cui sono state girate delle scene sono il Palazzo del Governo, sede della provincia, il Teatro di tradizione Alfonso Rendano e il Castello normanno-svevo.
I costumi sono stati affidati a Paola Marchesin e Alice Barborini. Le attrici Laura Forgia e Nathalie Caldonazzo sono state vestite dallo stilista Michele Miglionico.

## Distribuzione e festival
Il 28 novembre 2015 il film è stato presentato con un'anteprima di dieci minuti a I 400 Corti Film Fest a Palazzo Rospigliosi, dove è seguito l'incontro con il regista Massimo Scaglione e con due protagonisti del film quali Massimo Bonetti e Laura Forgia.
Nella primavera del 2016 il film rientra tra quelli tenuti in considerazione nella prima edizione del Premio Dedalo Minosse Cinema del 2016. Il 1º giugno dello stesso anno il promo del film viene presentato durante l'evento "Cosenza e il Cinema" tenutosi nel centro storico di Cosenza presso Piazza Duomo di Cosenza.
Nell'autunno, sempre del 2016, Il mondo di mezzo viene presentato alla 12ª edizione del Festival de cinema italiano in Brasile.
Il 17 marzo 2017 viene pubblicato il trailer del film. Prima dell'uscita al cinema, il film viene presentato il 27 aprile nella Sala della Protomoteca in Campidoglio. Il film esce al cinema a partire dal 4 maggio 2017.
Il 1º luglio 2017 il film viene presentato a "CinemadaMare" a Oliveto Citra; mentre il 30 dello stesso mese Massimo Scaglione porta il suo film alla prima edizione dello "Scilla Film Fest". Il 2 agosto, invece, è stato trasmesso durante una serata organizzata dalla Fondazione Vincenzo Padula.
Il 27 agosto 2017 viene presentato a Montréal al Montreal World Film Festival nella categoria World Greays (Out of Competition); il film viene replicato anche il 30 dello stesso mese. Il giorno successivo viene nuovamente proiettato a "CinemadaMare", questa volta a Vercelli.
Nell'ottobre del 2017 viene presentato all'"Italian Film Fest", cinema italiano in Brasile che si tiene a San Paolo.